# Estación Córdoba (Tranvía del Este)
Córdoba fue una estación tranviaria del Tranvía del Este de la red ferroviaria argentina, en el ramal que une las estaciones de Independencia y ésta.

## Inauguración
Se inauguró el 14 de julio de 2007, junto a las otras estaciones, por el Secretario de Transporte de la Nación, Juan Pablo Schiavi, junto con Néstor Kirchner y Cristina Fernández de Kirchner, entre otros miembros del gabinete.

## Ubicación
Se ubicaba en la intersección de la Avenida Alicia Moreau de Justo y Cecilia Grierson.

## Galería de Imágenes

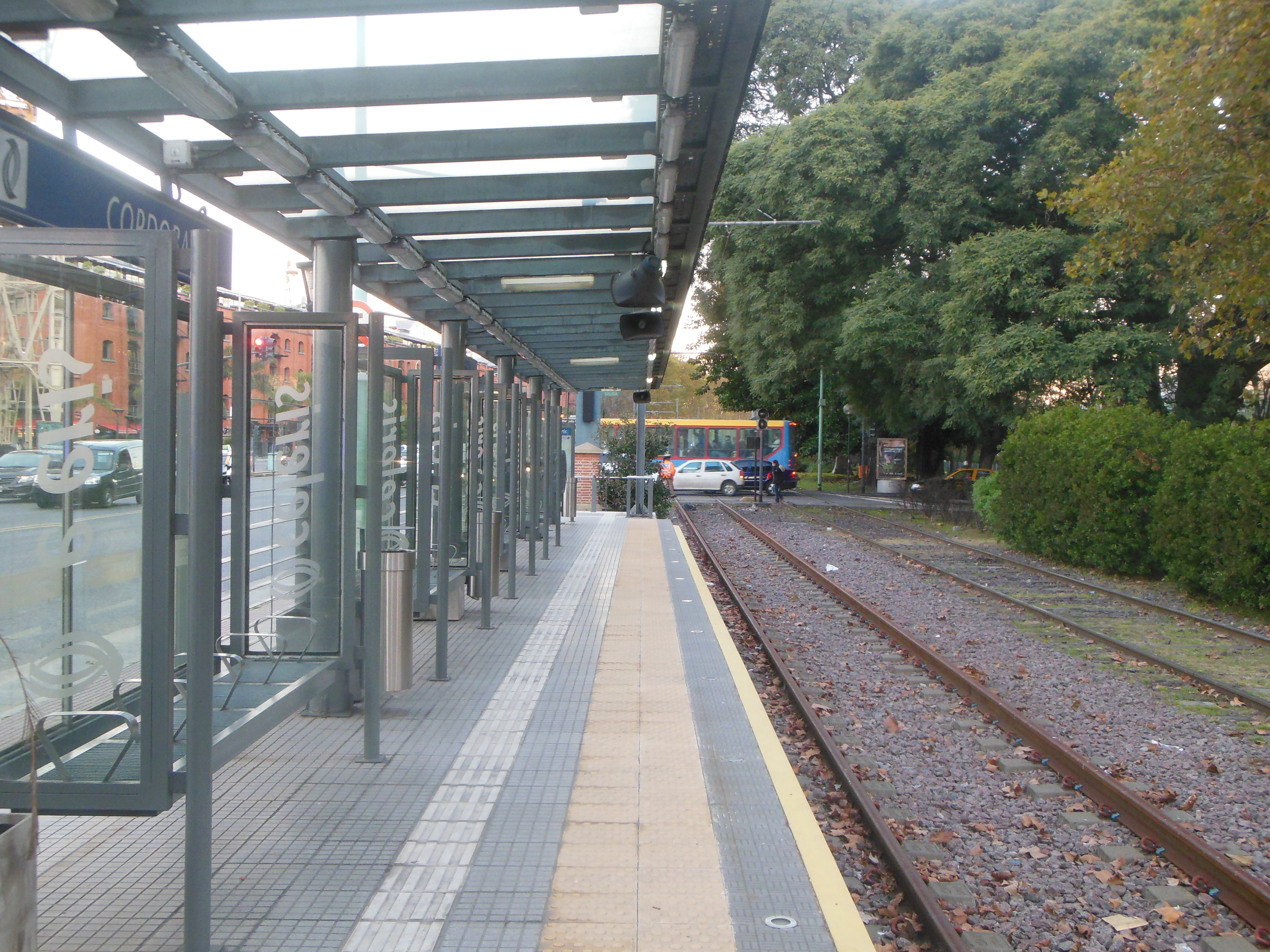
Vista hacia el sur
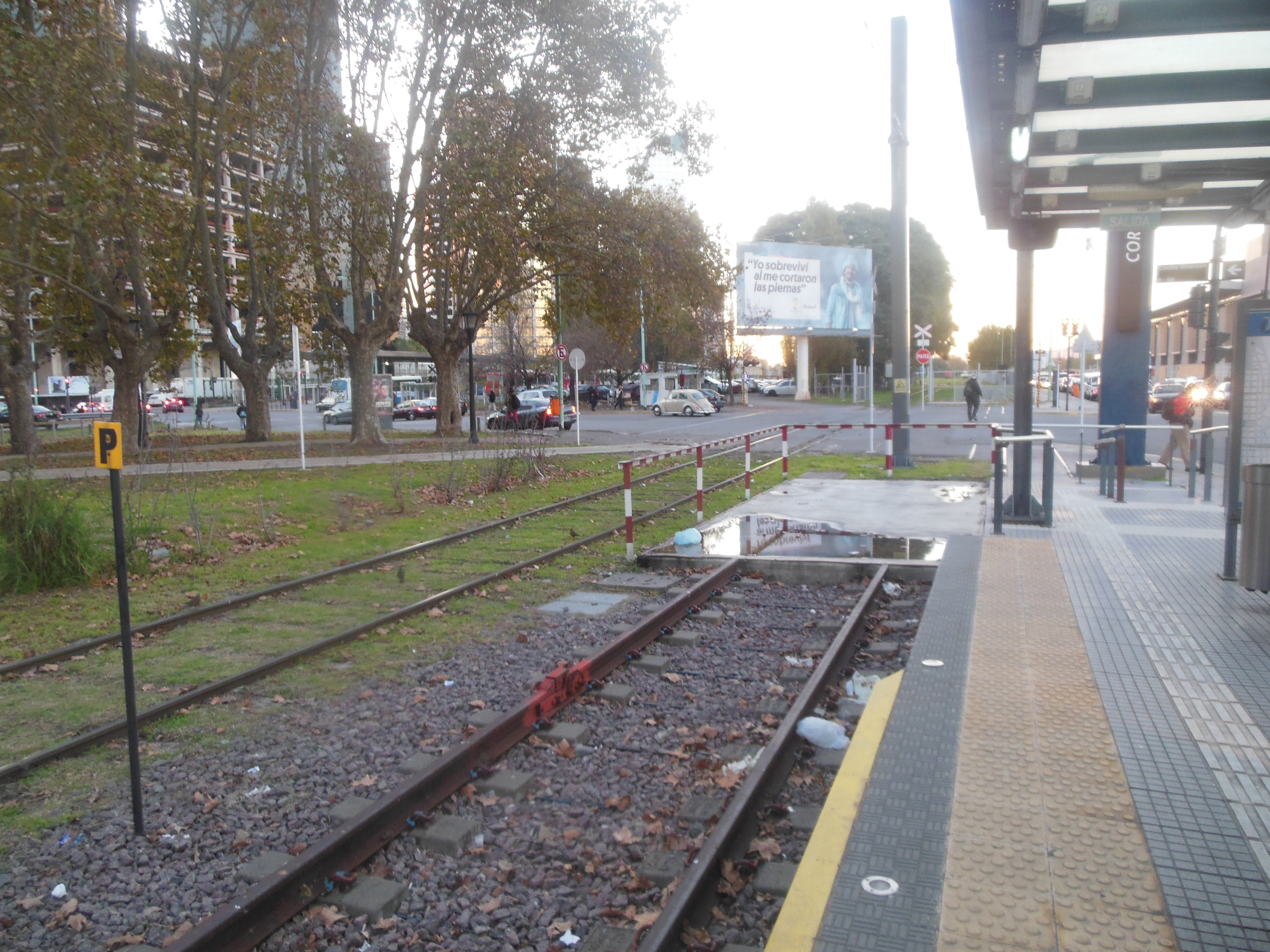
Fin de vía
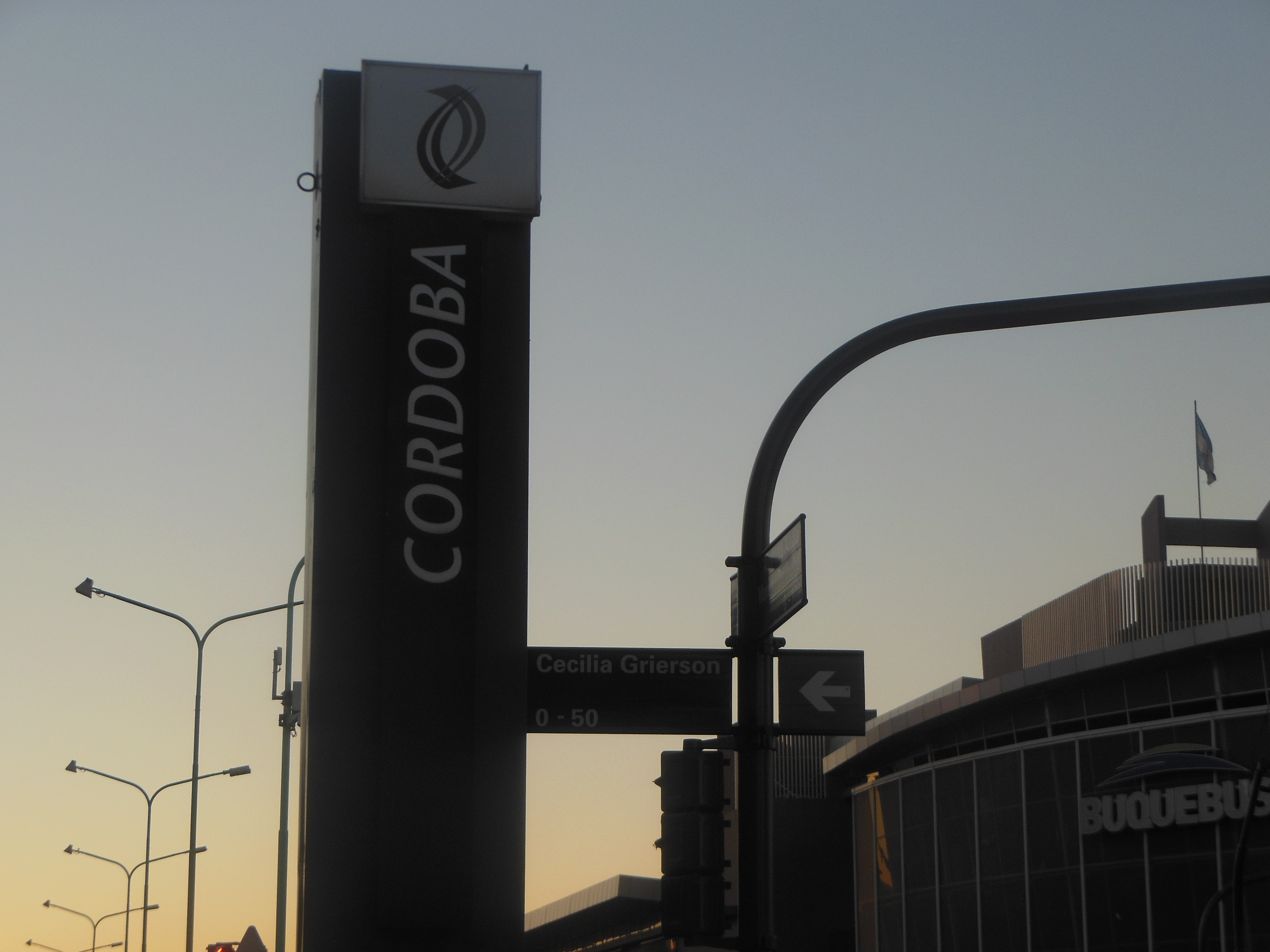
Nomenclador
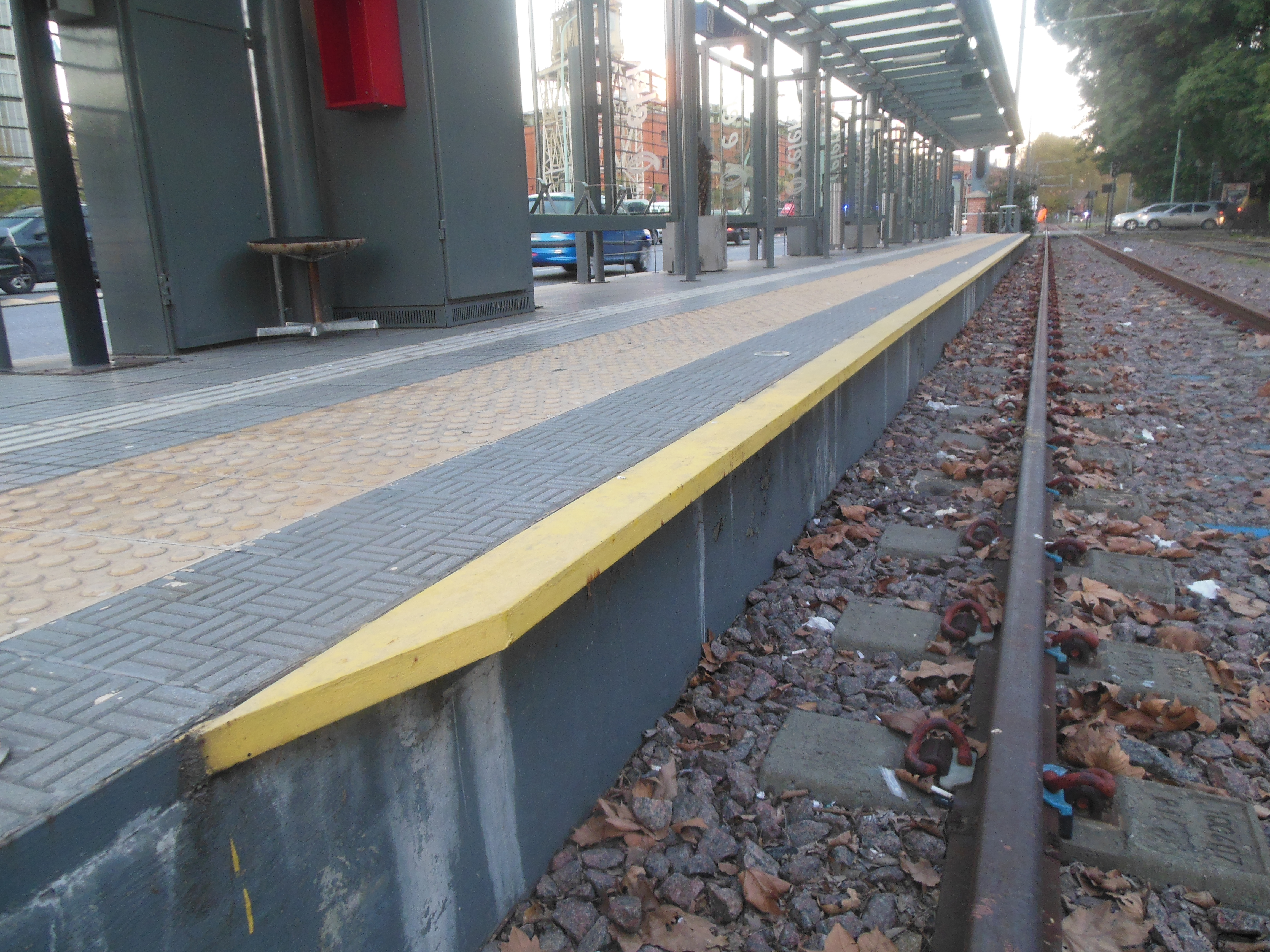
Suplemento del anden